# اهميا
اهميا (بالإنجليزية:Ahmai) هو محرك بحث من نوع كليرنيت لمتصفح تور المخفي، أنشأه جوها نورمي.
تم تطويره في صيف جوجل البرمجي لعام 2014 بدعم من مشاريع تور، ذات المصدر المفتوح وقد تم إنشاء الموقع في البداية ببوستجري إس كيو إل وجانغو. يقوم الموقع بتصفية المواد الإباحية المتعلقة بالأطفال.
وقد تم فهرسة أكثر من 5000 موقع ويب من قبل غلوباليكس.